# Прибислав Мутимировић
Прибислав или Првослав (грч. Πριβέσθλαβος) је био српски владар из династије Властимировића, која је Србе довела на Балканско полуострво и годину дана је владао Србијом (891—892).

## Породица
Био је најстарији син и наследних кнеза Мутимира, који је започео христијанизацију Срба. а са власти га је збацио његов брат од стрица Гојника, Петар. Прибислав се са млађом браћом, Браном и Стефаном, склонио у Хрватску и његова даља судбина није позната. Његов син Захарија је касније преузео власт у Србији, током прве половине треће деценије 10. века.

## Биографија
Његов отац је са браћом Стројимиром и Гојником поразио бугарску војску коју је послао бугарски цар Борис I, а коју је предводио његов син Владимир. Владимир је ухваћен заједно са 12 бољара. Борис и Мутимир су се договорили о миру (а можда и о савезу), а Мутимир је послао своје синове Брана и Стефана преко границе да испрате заробљенике, где су разменили предмете у знак мира: сам Борис им је дао „богате поклоне “, док су му дали „два роба, два сокола, два пса и осамдесет крзна”.
880-их година Мутимир је заузео престо, протеравши своју млађу браћу и Клонимира, Стројимировог сина, на двор Бориса I у Бугарски канат. Ово је највероватније било због издаје. Петар, Гојников син, држан је на српском двору Мутимира из политичких разлога, али је убрзо побегао код Бранимира у Хрватску.
Мутимир је умро 890. или 891. године, препустивши престо свом најстаријем сину Прибиславу. Прибислав је владао само годину дана када се Петар вратио 892. поразивши га у борби и заузевши престо. Прибислав је са браћом Браном и Стефаном побегао у Хрватску. Касније се Бран вратио и предводио неуспешну побуну против Петра 894. године. Бран је поражен, заробљен и ослепљен (византијска традиција је имала за циљ да дисквалификује особу да преузме престо)
Његов једини син, Захарије, остао је дуго у Цариграду пре него што је успешно преузео престо уз помоћ Византије, владајући од 922–924.

## Породично стабло
|  |                          |  |  |  |  |  |  |  |  |  |  |  |  |  |  |  |
|  | 2. Мутимир               |  |  |  |  |  |  |  |  |  |  |  |  |  |  |  |
|  |                          |  |  |  |  |  |  |  |  |  |  |  |  |  |  |  |
|  |                          |  |  |  |  |  |  |  |  |  |  |  |  |  |  |  |
|  | 1. Прибислав Мутимировић |  |  |  |  |  |  |  |  |  |  |  |  |  |  |  |
|  |                          |  |  |  |  |  |  |  |  |  |  |  |  |  |  |  |
|  |                          |  |  |  |  |  |  |  |  |  |  |  |  |  |  |  |
|  | 3.                       |  |  |  |  |  |  |  |  |  |  |  |  |  |  |  |
|  |                          |  |  |  |  |  |  |  |  |  |  |  |  |  |  |  |
|  |                          |  |  |  |  |  |  |  |  |  |  |  |  |  |  |  |

## Извори и литература

### Викизворник
- Константин Порфирогенит, „De administrando Imperio“ (О управљању Царством) (глава 32)